# چبیلسک
چبیلسک (به لاتین: Trzebielsk) یک سکونتگاه مسکونی در لهستان است که در Gmina Lipnica واقع شده‌است.

## خصوصیات
چبیلسک ۲۱ نفر جمعیت دارد.